# Кримська область
Кримська область (крим. Qırım vilâyeti,Къырым вилайети) (рос. Крымская область) — адміністративна одиниця СРСР на території Кримського півострову, що існувала з 30 червня 1945 до 12 лютого 1991. З 1945 до 1954 перебувала у складі Російської РФСР, а з 1954 до 1991 — у складі Української РСР. У складі УРСР залишалася єдиною областю, яка мала абсолютну російську етнічну більшість (Ізмаїльська область, яка мала відносну російську більшість була включена до складу Одеської області в 1954 році).
Адміністративний центр — місто Сімферополь.

## Історія
Після депортації з території Кримського півострова кримських татар у 1944 році у 1945 була скасована й Кримська Автономна Радянська Соціалістична Республіка. Натомість 30 червня 1945 Указом Президії Верховної Ради СРСР замість автономії була створена Кримська область у складі РРФСР.

### У складі РРФСР
На момент створення, область мала нерозвинену промисловість та сільське господарство. Після депортації кримських татар область була заселена переселенцями переважно з РРФСР, які не володіли культурою ведення сільського господарства в кліматичних умовах Криму. Як наслідок, в 1950 році збір зернових в області становив менше 50 % показників 1940 року.

### Передача області у склад УРСР
У 1954 р. на підставі указу Президії Верховної Ради СРСР від 19 лютого 1954 р. відбулася передача Кримської області зі складу РРФСР до складу УРСР. Подія аргументувалася «спільністю економіки, територіальною близькістю і тісними господарськими та культурним зв'язками між Кримською областю й Українською РСР».
Перший секретар Кримського обкома КПРС Павло Тітов, який виступив проти передачі області до складу Української РСР був знятий з посади і відправлений до Москви на посаду заступника міністра сільського господарства РРФСР.

### У складі УРСР
У 1955 році північна частина Арабатської стрілки була передана зі складу Кримської області до складу Херсонської області Української РСР.

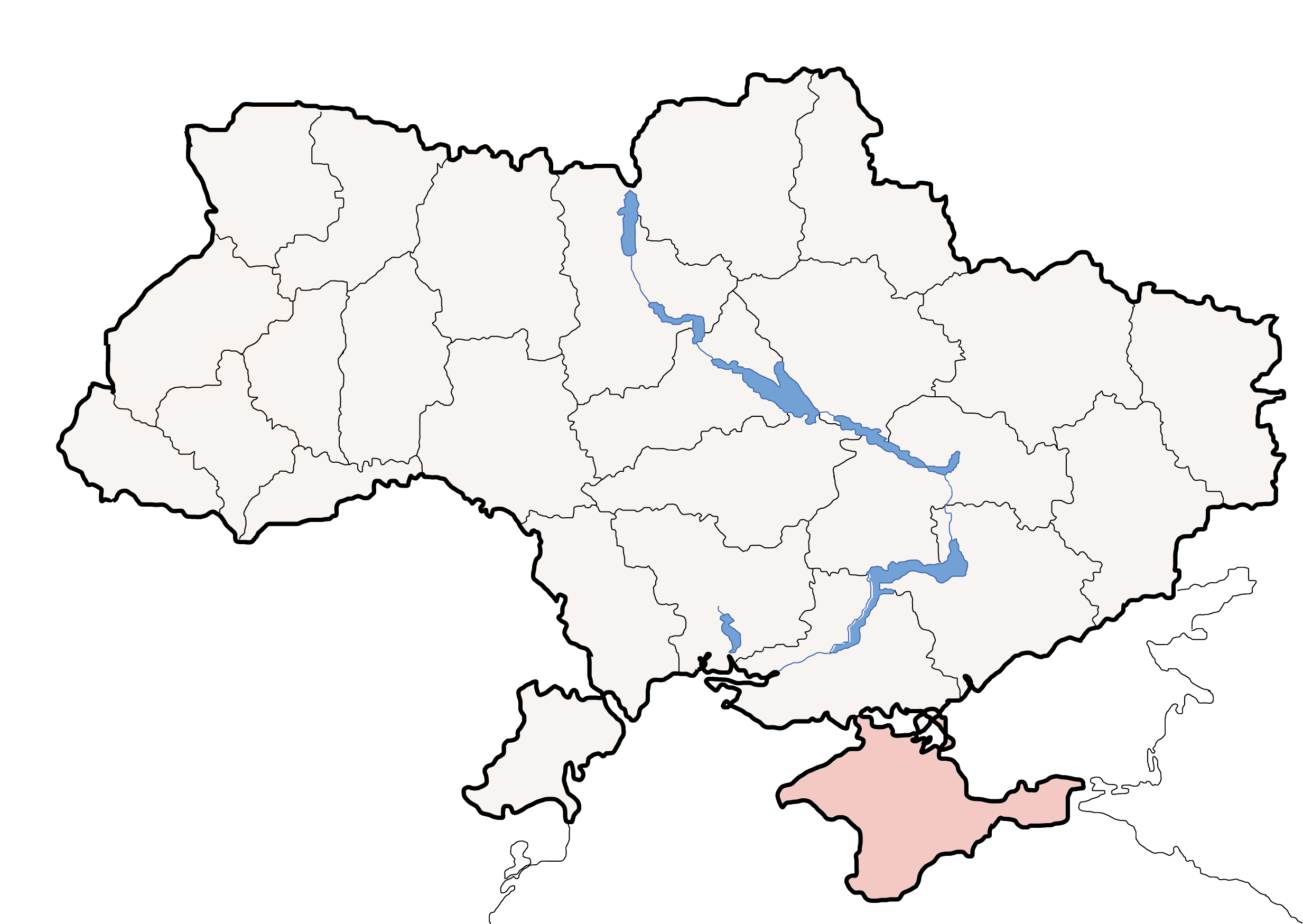
Кримська область на карті УРСР

Потім відбулося покращення економічної ситуації. Завдячуючи спорудження Північно-Кримського каналу в 1957—1963 роках. Положення у сільському господарстві було значно покращене також завдяки значній допомозі, наданій Кримській області підприємствами УРСР, зросла кількість населення.

### Референдум з питання відтворення Кримської АРСР
20 січня 1991 року в Кримській області відбувся референдум з питання відтворення Кримської АРСР, перший плебісцит в історії СРСР. На загальне голосування було винесено питання:
Ви за відтворення Кримської Автономної Радянської Соціалістичної Республіки як суб'єкта Союзу РСР і учасника Союзного договоруОригінальний текст (рос.)
Вы за воссоздание Крымской Автономной Советской Социалистической Республики как субъекта Союза ССР и участника Союзного договора
На підставі поданих протоколів міських і районних комісій з референдуму обласна (центральна) комісія повідомляла, що число громадян, які взяли участь в голосуванні — 1 441 019 чоловік, що складає 81,37 % від внесених до списків. Число голосів, поданих за відновлення Кримської Автономної Радянської Соціалістичної Республіки як суб'єкта СРСР і учасника Союзного договору, склала 1 343 855, або 93,26 % від тих, хто взяв участь у голосуванні.
12 лютого 1991 року Верховною Радою Української РСР був прийнятий Закон УРСР «Про відновлення Кримської АРСР у складі УРСР»., на території області була утворена Кримська АРСР. Через 4 місяці, 19 червня, згадку про відновленої автономії було включено до Конституції Української РСР 1978 року.

## Адміністративний поділ Кримської області
Після приходу до влади більшовиків і утворення Кримської АРСР адміністративно-територіальний поділ республіки неодноразово змінювалося, поки, нарешті, в 1930 році не було запроваджено поділ на райони. Спочатку районів було 16, а до 1937 році їх число було збільшено до 26. Сімферополь, Севастополь, Керч, Феодосія та Ялта були виділені зі складу районів в окремі адміністративні одиниці.

## Демографія
Події перетворення Кримської АРСР на Кримську область передувала депортація жителів певних національностей із Кримського півострова — німецької національності в серпні 1941 р., кримських татар, вірмен, кримських греків та болгар у травні-червні 1944 р. У зв’язку з цим фактично зникла необхідність існування автономії, оскільки за етнічним складом населення півострова стало більш однорідним. За даними науковців, перед початком Другої світової війни кількість татар у Криму становила 22,3 %: греків – 20 652 осіб (1,8 %), болгар – 15 344 (1,4 %), вірмен – 12 953 (1,1 %). Крім того, упродовж 1920 – 1940 рр. в Криму штучно змінювали демографічну структуру населення. Так було розміщено понад 120 тис. військових (більшість з яких була росіянами), переселяли на ці території цивільних росіян, українців, євреїв. 
У період Другої світової війни мобілізація до армії, евакуація населення протягом 1941—1942 рр., примусове виселення 1941, 1944 рр., знищення окупантами та відгін на каторжні роботи до Німеччини багатьох десятків тисяч кримчан призвели до того, що населення Криму з 1127 тис. осіб станом на 1 січня 1940 р. скоротилося до 379 тис. осіб на літо 1944 р.